# Ruscus hyrcanus
Ruscus hyrcanus — вид рослин із родини холодкових (Asparagaceae), що зростає у Криму, Південному Кавказі, й північному Ірані.

## Середовище проживання
Зростає у Криму, Південному Кавказі й північному Ірані. 